# Blade (1998)
Blade (prt: Blade; bra: Blade - O Caçador de Vampiros, ou Blade, o Caçador de Vampiros) é um filme norte-americano de 1998, dos gêneros ação e terror, dirigido por Stephen Norrington, com roteiro de David S. Goyer baseado nas histórias em quadrinhos criadas por Marv Wolfman e Gene Colan para a Marvel Comics.
Esse filme gerou três sequências: Blade II lançado em 2002 e Blade: Trinity, lançado em dezembro de 2004 e a série de televisão Blade: The Series de 2006 onde o personagem é intepretado por Sticky Fingaz, cujo episódio piloto se intitula Blade: A Nova Geração.

## Sinopse
Blade é um vingador imortal cuja mãe levara uma mordida de vampiro e morreu no parto. Contaminado pela força sobre-humana dos vampiros, que penetrou em seu sangue, ele lutará para salvar a Terra do poder dos vampiros, contando com a ajuda do lendário caçador Whistler.

## Elenco
- Wesley Snipes – Blade / Eric Brooks
- Stephen Dorff – Deacon Frost
- Kris Kristofferson – Abraham Whistler
- N´Bushe Wright – Dra. Karen Jenson
- Donal Logue – Quinn
- Udo Kier – Dragonetti
- Arly Jover – Mercury
- Traci Lords – Racquel
- Kevin Patrick Walls – policial Krieger
- Tim Guinee – Dr. Curtis Webb
- Sanaa Lathan – Vanessa Brooks, mãe de Blade

Além disso, Stephen Norrington interpreta o vilão e vampíro Morbius em uma cena deletada, no entando, Morbius fez sua aparição cinematográfica no filme Morbius (2022), interpretado por Jared Leto no Universo Homem-Aranha da Sony.

## Produção
O filme foi gravado em Los Angeles e as cenas internas em Vancouver.